# جیسون لوئیس (نماینده کنگره)
جیسون لوئیس (انگلیسی: Jason Lewis؛ زادهٔ ۲۳ سپتامبر ۱۹۵۵) یک مجری رادیو، صاحبنظر سیاسی، نویسنده و نماینده منتخب حوزه انتخابیه دوم مینه‌سوتا ایالات متحده آمریکا است. لوییس از سال ۲۰۰۹ تا ۲۰۱۴ مجری ده جیسن لوئیس شو بود.

## تحصیلات
لوئیس دارای کارشناسی ارشد در علم سیاست از دانشگاه کلرادو در دنور و نیز کارشناسی هنر در آموزش/کسب و کار از دانشگاه آیووای شمالی است.